# Opération Appearance
Théâtre africain de la Seconde Guerre mondiale
Batailles
Affrontements
- Soudan
- Invasion italienne du Somaliland (Tug Argan)
- Côte française des Somalis
- Convoi BN 7
- Agordat
- Appearance
- Keren
- Saïo
- Amba Alagi
- Culqualber
- Gondar
- Guérilla italienne en Éthiopie

Articles associés
- Force Gidéon
- Résistance éthiopienne
- Flottille de la mer Rouge
- Desert Air Force
- East Indies Station
- East Africa Command

L'opération Apparence (16 mars – 8 avril 1941) est un débarquement britannique dans le protectorat britannique du Somaliland contre les troupes de l'armée italienne. La conquête italienne du Somaliland britannique avait eu lieu sept mois auparavant, en août 1940. Les Britanniques s'étaient retirés du protectorat après une action dilatoire à la bataille de Tug Argan. Le retrait britannique, après la conclusion désastreuse de la bataille de France et la déclaration de guerre italienne le 10 juin 1940, eut des répercussions parmi les dirigeants britanniques, débutant par la perte de confiance du Premier ministre Winston Churchill envers le général Archibald Wavell, commandant britannique au Moyen-Orient, qui aboutit à son limogeage le 20 juin 1941.
Les forces britanniques du Commonwealth, le Royaume-Uni, l'Inde britannique, l'Australie et l'Afrique du Sud s'entraînèrent à Aden pour une éventuelle invasion du Somaliland britannique. La Flotte d'Extrême-Orient fournit la Force D, comprenant deux croiseurs, deux destroyers et une collection de transports de troupes adaptés. Pour tromper les Italiens en Éthiopie sur les intentions britanniques en Afrique de l'Est, l'opération Camilla fut planifiée, suggérant que les mouvements de troupes vers le Soudan visaient une invasion du Somaliland britannique et qu'une opération de diversion viendrait du Kenya dans le sud. Dans l'opération Canvas, le véritable plan d'invasion, le Kenya était la base de l'invasion principale.
La Force D et la Force de frappe d'Aden effectuèrent un débarquement sur la plage de Berbera le 16 mars 1941, prenant le port à 10 h 00. La garnison italienne fit une retraite précipitée vers l'Éthiopie et les troupes locales désertèrent en masse. En quelques jours, la plage fut préparée à l'arrivée des troupes et du ravitaillement pour les opérations contre l'Éthiopie, réduisant la distance de ravitaillement pour le front de 805 km. Une administration militaire britannique fut imposée au protectorat, la police locale et le Somaliland Camel Corps rétablie, les civils désarmés et l'économie relancée.

### Lectures complémentaires
- Michael Glover, An Improvised War: The Ethiopian Campaign, 1940–1941, L. Cooper, 1987 (ISBN 978-0-85052-241-9)
- Compton Mackenzie, Eastern Epic: September 1939 – March 1943 Defence, vol. I, London, Chatto & Windus, 1951 (OCLC 59637091)
- A. Mockler, Haile Selassie's War, London, 2nd. pbk. Grafton Books [Collins], London, 1987 (1re éd. 1984) (ISBN 0-586-07204-7)
- C. Shores, Dust Clouds in the Middle East: The Air War for East Africa, Iran, Syria, Iran and Madagascar, 1940–42, London, Grub Street, 1996 (ISBN 1-898697-37-X)
- J. Sutherland et D. Canwell, Air War East Africa 1940–1941: The RAF Versus the Italian Air Force, Barnsley, Pen & Sword Aviation, 2009 (ISBN 978-1-84468-804-3)